# 인주역
인주역(仁州驛)은 충청남도 아산시 인주면 해암리에 위치한 서해선의 철도역이다.

## 연혁
- 2024년 9월 3일 : 역명 제정[2]
- 2024년 11월 2일 : 개통[3]
- 2026년 3월 : KTX-이음 운행 개시 (예정)

## 승강장
스크린도어가 설치 되어 있다.
| ↑ 안중 |
| \| ２  |
| 합덕 ↓ |

| 1 | 서해선 · ITX-마음, KTX-이음(예정) | 서화성 방면 |
| 2 | 서해선 · ITX-마음, KTX-이음(예정) | 홍성 방면   |

## 역 주변
- 현대자동차 아산공장
- 금성초등학교
- NH농협은행 아산현대출장소
- 금성보건진료소

## 인접한 역
| 서해선             | 서해선          | 서해선             |
| ------------------ | --------------- | ------------------ |
| 안중 서화성 방면   | ITX-마음 서해선 | 합덕 홍성 방면     |
| 안중 내선순환 방면 | ITX-마음 평택선 | 합덕 외선순환 방면 |